# Felipe Howard
Felipe Howard (en inglés: Philip Howard) (28 de junio de 1557–19 de octubre de 1595) fue un noble inglés y un santo de la Iglesia católica. Fue canonizado por el papa Pablo VI en 1970, como uno de los Cuarenta Mártires de Inglaterra y Gales que murieron por su fe durante el reinado de la reina Isabel I de Inglaterra. Dependiendo de la fuente, se le cita como XX o XIII conde de Arundel.

## Biografía
Nació en Strand, Londres. Fue el hijo mayor de Thomas Howard, IV duque de Norfolk y de Mary FitzAlan, quien tras la muerte de su hermano Henry en 1556 heredó el condado de Arundel de su padre Henry FitzAlan, XIX conde de Arundel. Fue bautizado en el Palacio de Whitehall, con la asistencia de la Familia Real y en honor a su padrino, el rey Felipe II de España.
A la edad de catorce años se casó con su hermanastra Anne Dacre. Después de años separados se reunieron y construyeron un matrimonio muy fuerte.
La reina Isabel I de Inglaterra encarceló a su padre en Norfolk en 1569 por su tentativa de matrimonio con María I Estuardo, reina de Escocia. Y tras su puesta en libertad, participó en la conspiración de Ridolfi con el rey Felipe II de España, para poner a María en el trono inglés y restaurar el catolicismo en Inglaterra, aunque algunas personas ponen en duda su participación en dicho complot.[cita requerida] Fue ejecutado por traición en Tower Hill en 1572 y enterrado en San Pedro ad Vincula, en la Torre de Londres. 

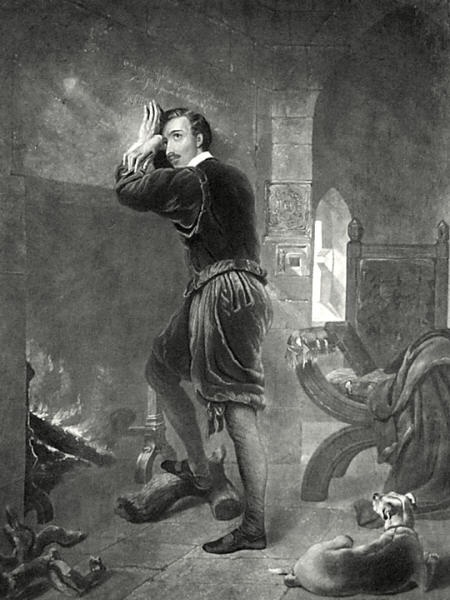
Grabado del por William Barraud que representa al Conde de Arundel Felipe Howard, en la Torre de Londres.

Felipe Howard heredó el condado de Arundel en 1580. Él, y gran parte de su familia, siguieron siendo católicos durante el reinado de la Reina Isabel de Inglaterra, cuando era muy peligroso hacerlo. También trató de salir de Inglaterra sin permiso. Mientras que algunos podrían haber hecho esto sin levantar la atención, Howard era primo segundo de la reina. Fue enviado a la Torre de Londres el 25 de abril de 1585. Si bien los cargos de alta traición nunca se demostraron, pasó diez años en la torre, hasta su muerte por disentería a los 38 años de edad. En su lecho de muerte, había solicitado a la reina que le permitiera ver a su esposa e hijo, que había nacido un año después de su encarcelamiento. La reina respondió que se si se convertía al protestantismo su solicitud sería concedida. Él se negó y murió solo en la torre. Fue inmediatamente reconocido como un mártir católico.
Fue condenado en 1589, pero su hijo Thomas fue reconocido como heredero, recuperando el condado de Arundel, así como otros títulos menores de su abuelo. Actualmente Conde de Arundel es el título de nobleza más antiguo existente con la dignidad de par de Inglaterra.
El conde de Arundel Felipe Howard fue enterrado sin ceremonia bajo el suelo de la iglesia de San Pedro ad Vincula, intramuros de la torre. Veintinueve años más tarde, su viuda y su hijo obtuvieron permiso del rey Jaime I de Inglaterra para trasladar sus restos a la Capilla de los FitzAlan, justo debajo del Castillo de Arundel. Su tumba fue trasladada a la catedral católica en Arundel en 1971 y es hoy un lugar de peregrinación.
En la localidad de Arundel (Sussex Occidental) existe una catedral dedicada a este santo con el nombre  Iglesia Catedral de Nuestra Señora y San Felipe Howard.